# Gerrit Reinier van den Berg
Gerrit Reinier (Reinier) van den Berg (Maastricht, 1959) is een Nederlands beeldend kunstenaar en grafisch ontwerper. Hij woont en werkt in Aduard.

## Leven en werk
Van den Berg verhuisde vanwege het werk van zijn vader op jonge leeftijd naar Zuid-Afrika. In 1969 ging hij weer in Nederland wonen. Hij studeerde van 1979 tot 1984 aan de ABK Minerva in Groningen. Hier kreeg hij les van onder anderen Wout Muller en Diederik Kraaijpoel.
Na zijn studie was Van den Berg naast kunstenaar parttime werkzaam als zeefdrukker en later als werktekenaar op een reclamebureau. In 1987 werd hij zzp'er en werkte hij voor verschillende reclamebureaus als illustrator, ontwerper en visualiser. Hij werkte voor onder andere Grolsch, Coca-Cola, Univé, Campina, Aviko en De Nederlandsche Bank.
Ook als beeldend kunstenaar werkt Van den Berg in veel verschillende disciplines. Hij houdt van afwisseling en uitdagingen wat betreft materiaal, formaat, vorm en toepassing. Zo maakt hij houtsneden, schilderijen, zagerijen, portretten en objecten. Het betreft vaak vrij werk, maar ook met regelmaat werk in opdracht.
Van den Berg is sinds 2007 lid van de Groninger kunstkring De Ploeg.

## Werken in de openbare ruimte
- Rotondekunstwerk Hoogkerk bij de A7[3]
- Vork in de steel, Piloersemaborg, Den Ham (Groningen)
- Drie parkbankjes in Aduard (Groningen)[4]
- Parkbankje aan het Hegepad, Hoogkerk
- Balkonhek, hoek Leeuwarderstraat - Taco Mesdagstraat (stad Groningen)

- International Standard Name Identifier: 0000 0003 8786 8701
- Nederlandse Thesaurus van Auteursnamen: 070146543
- RKD-Nederlands Instituut voor Kunstgeschiedenis: 6989
- Virtual International Authority File: 280951235